# 中华人民共和国电子工业部
中华人民共和国电子工业部，是中华人民共和国国务院原有的组成部门，是负责统筹规划电子工业行业的部级单位。1982年设立，1988年与原机械工业部合并；1993年恢复；1998年最终撤销。

## 历史沿革

### 第一次建立
1982年5月4日，第五届全国人民代表大会常务委员会第二十三次会议通过《国务院机构改革方案》，决定将第四机械工业部、国家广播电视工业总局、国家电子计算机工业总局合并，组建“电子工业部”；原四机部副部长张挺出任首任部长。
1982年9月，国务院批准电子工业部机关设：办公厅、计划司、财务会 计司、劳动工资司、科学技术司、干部司、外事司、基本建设司、生产司、质量司、工业企业管理司、行政管理司、教育局、老干部局、雷达工业管理局、通讯广播电视工业管理局、计算机工业管理局、元器件工业管理局。1983年—1986年，先后经国务院批准，撤销行政管理司，设立军工办公室和将外事司改称国际合作司。 
1988年4月，第七届全国人民代表大会第一次会议通过决议，将电子工业部与机械工业部合并，成立机械电子工业部；国务委员邹家华兼任机电部部长。

### 第二次建立
1993年3月，第八届全国人民代表大会第一次会议决定分拆机械电子工业部，恢复电子工业部设置；原机电部副部长胡启立出任部长。1993年6月8日，新成立的电子工业部在京宣告成立。副总理邹家华、国务委员李铁映出席成立大会。其职能包括研发战略、制定政策法规、行业统筹规划、加强军工管理、培养建立市场、实施宏观调控、加速科技进步、推广信息服务、扶植企业集团。新的电子工业部只设立10个职能司局（办公厅、综合规划司、经济运行于体制改革司、科技与质量监督司、军工司、通信与系统装备司、计算机与信息化推进司、基础产品重大工程司、经济调整与国有资产监督司、国际合作司、人事教育司），比原电子工业部职能减少一半。胡启立担任部长，刘剑锋、吕新奎、张今强、张文义、曲维枝担任副部长。
1998年3月，根据第九届全国人民代表大会第一次会议通过的《国务院机构改革方案》，电子工业部再次被撤銷；其原有职能由中华人民共和国信息产业部执行。

## 历任部长
历任部长有：
1. 张挺（1982年5月－1983年6月）
2. 江泽民（1983年6月－1985年6月）
3. 李铁映（1985年6月－1988年4月）
4. 胡启立（1993年3月－1998年3月）